# The Age of Intelligent Machines
The Age Of Intelligent Machines è un saggio pubblicato dal futurista Ray Kurzweil nel 1990.
Primo libro di Kurzweil, è stato nominato Most Outstanding Computer Science Book of 1990 (letteralmente, "più rilevante libro di informatica del 1990") dalla Association of American Publishers.